# Acacia juncifolia
Acacia juncifolia é uma espécie de leguminosa do gênero Acacia, pertencente à família Fabaceae.